# Parasitoidea
Parasitoidea é uma superfamília de ácaros predadores da ordem Mesostigmata, com distribuição natural cosmopolita. O taxon é monotípico, tendo como única família a família Parasitidae. São ácaros relativamente grandes, com cores entre o amarelo e o castanho escuro. Predam uma larga variedade de microartrópodes e nemátodos, com cada espécie a ter uma relativa especialização em matéria de presas preferenciais. A família contém duas subfamílias, 29 géneros e cerca de 400 espécies.

## Taxonomia
A família Parasitidae inclui três grupos taxonómicos – duas subfamílias e um grupo de gáneros ainda não alocados (incertae sedis):
| Subfamília Parasitinae Oudemans, 1901 - Gamasodes Oudemans, 1939 - Nemnichia Oudemans, 1936 - Oocarpais Berlese, 1916 - Parasitellus Willmann, 1939 - Parasitus Latreille, 1795 - Poecilochirus G. Canestrini & R. Canestrini, 1882 - Porrhostaspis Mueller, 1859 - Trachygamasus Berlese, 1906 - Willmanniella Götz, 1969 Subfamília Pergamasinae Juvara-Bals, 1976 - Cycetogamasus C. Athias-Henriot, 1980 - Heteroparasitus Juvara-Bals, 1976 - Holoparasitus Oudemans, 1936 - Ologamasiphis Holzmann, 1969 - Pergamasus Berlese, 1903 | Incertae sedis - Aclerogamasus Athias, 1971 - Anadenosternum C. Athias-Henriot, 1980 - Carpaidion C. Athias-Henriot, 1979 - Colpothylax C. Athias-Henriot, 1980 - Cornigamasus G. O. Evans & W. M. Till, 1979 - Dicrogamasus C. Athias-Henriot, 1980 - Erithosoma C. Athias-Henriot, 1979 - Leptogamasus Trägårdh, 1936 - Mixogamasus Juvara-Bals, 1972 - Paracarpais C. Athias-Henriot, 1978 - Pergamasellus Evans, 1957 - Phityogamasus Juvara-Bals & Athias-Henriot, 1972 - Phorytocarpais C. Athias-Henriot, 1979 - Psilogamasus Athias-Henriot, 1969 - Rhabdocarpais C. Athias-Henriot, 1981 - Schizosthetus C. Athias-Henriot, 1982 - Taiwanoparasitus Tseng, 1995 - Zelogamasus M. K. Hennessey & M. H. Farrier, 1989 |

A subfamília Pergamasinae é normalmente encontrada em solos, não sendo conhecidos casos de dispersão por forésia entre as espécies que a integram. Contém 9 géneros, sendo que a maioria das espécies é bissexual.
A subfamília Parasitinae é normalmente encontrada em ninhos de aves e tocas de pequenos vertebrados e de insectos ou em matéria orgânica em decomposição, desde algas a folhagem florestal em apodrecimento. A subfamília contém 20 géneros. Estes ácaros dispersam por forésia no estágio de deuteroninfa. O género Parasitellus está associado aos zangãos (Bombus), enquanto outros géneros estão associados a diversas espécies de abelhas e de escaravelhos.